# Gertrud Kempe
Gertrud Kempe (* 3. Januar 1895 in Berlin; † nach 1950) war eine deutsche Politikerin (LDP). Sie war Abgeordnete des Landtages von Mecklenburg.

## Leben
Kempe besuchte das Oberlyzeum in Stettin. Sie studierte von 1918 bis 1923 in Breslau in Germanistik, Geschichte und Philosophie. 1923/1924 legte sie ihr Staatsexamen in Deutsch, Geschichte und philosophischer Propädeutik ab. Anschließend wirkte sie von 1925 bis 1946 als Studienassessorin, Studienrätin, später als stellvertretende und kommissarische Leiterin an der Oberschule für Mädchen in Demmin. Von 1931 bis 1932 studierte sie französische Sprache und Literatur in Grenoble und Greifswald und legte anschließend die Erweiterungsprüfung in Französisch ab. Im Februar 1941 wurde sie durch den Oberpräsidenten von Pommern, Franz Schwede-Coburg, ihres Amtes als stellvertretende Leiterin enthoben, da sie sich weigerte in die NSDAP einzutreten.
Bereits als Studentin war sie Mitglied der Jugendgruppe der Deutschen Demokratischen Partei und gehörte der Deutschen Friedensgesellschaft bis zu ihrer Auflösung 1933 an. 
1946 trat Kempe der Liberal-Demokratischen Partei Deutschlands (LDP) bei und wurde Mitglied des Kulturbundes zur demokratischen Erneuerung Deutschlands. Von Oktober 1946 bis März 1948 war sie Abgeordnete des Landtages von Mecklenburg und dort Mitglied des Kulturausschusses. Ab 1947 war sie Erste Vorsitzende der Ortsgruppe Demmin des Kulturbundes. Von April 1947 bis März 1948 gehörte sie dem erweiterten Landesvorstand der LDP Mecklenburgs an.
1950 floh Kempe in den Westen.